# Mario D'Angelo
Mario D'Angelo (Hombourg, 16 settembre 1954) è un sociologo e politologo francese di origine italiana, professore emerito presso la Burgundy School of Business, specializzato negli studi sulle politiche culturali in Europa.
I suoi scritti sono stati pubblicati sui giornali francesi di rilievo come Les Échos, Le Monde Diplomatique, La Tribune.

## Opere (parziali)
- (con Paul Vesperini) Cultural Policies in Europe (4 volumi). Strasburgo: Council of Europe, 1998-2001
- Politica e cultura delle città in Europa, Roma-Bari, Sapere 2000, 2003
- Gouvernance des politiques publiques de la culture en Europe, Paris, Idée Europe (coll. Innovations & Développement), 2013, ISBN 2-909941-11-6
- La Musique dans le flux télévisuel. OMF-Université Paris-Sorbonne, 2014, ISBN 2-84591-203-X
- (con Djamchid Assadi) Regards croisés sur l'Occident, Eurorient no 31, 2011, L'Harmattan, (ISBN 978-2-296-54307-2)
- Acteurs culturels : positions et stratégies dans le champ de la culture et des industries créatives. Une étude dans vingt pays d'Europe, Paris, Idée Europe (coll. Innovations & Développement), 2018, ISBN 2-909941-13-2
- Chi sono gli attori culturale ? Una tipologia delle situazioni strategiche nel campo culturale e creativo (in francese, Qui sont les acteurs culturels ? Une typologie des situations stratégiques dans le champ culturel et créatif), Paris, Editions Le Manuscrit, 2025 ISBN 978-2-304-05646-4